# Субх Максим Алійович
Максим Алійович Субх (нар. 17 вересня 1979) — український дипломат та історик. Кандидат історичних наук (2015). Надзвичайний і Повноважний посол України в Кувейті з 21 липня 2025 року. Посол України в Алжирі (2018—2022), спеціальний представник України з питань Близького Сходу та Африки (2022—2025).

## Життєпис
Народився 17 вересня 1979 року. У 2001 році — закінчив Інститут філології Київського національного університету ім. Тараса Шевченка, магістр філології (арабська та англійська мови); У 2010 р. — закінчив Дипломатичну академію України, магістр зовнішньої політики. У 2015 р. — захистив дисертацію за спеціальністю «Всесвітня історія», кандидат історичних наук. Вільно володіє арабською та англійською мовами. Має диплом Віденської дипломатичної академії про успішне проходження стажування з питань Європейської політики «Східного партнерства» (2009 р.);
09.2001-09.2004 — асистент, викладач кафедри Близького Сходу Інституту філології Київського національного університету ім. Т. Г. Шевченка, м. Київ;
09.2004-02.2008 — третій секретар (інформаційні, культурні та гуманітарні питання) Посольства України в Об'єднаних Арабських Еміратах;
02.2008-11.2008 — другий секретар (інформаційні, культурні та гуманітарні питання) Посольства України в Об'єднаних Арабських Еміратах;
11.2008-06.2010 — слухач Дипломатичної академії України при МЗС України;
07.2010-10.2012 — другий, перший секретар П'ятого територіального департаменту МЗС України;
10.2012-10.2013 — радник відділу країн Близького Сходу та Перської затоки Управління країн Близького Сходу та Африки Четвертого територіального департаменту МЗС України;
10.2013-12.2017 — радник Посольства України у Державі Катар; Т.в.о. тимчасового повіреного у справах України у Державі Катар.
02.2018-09.2018 — радник відділу країн Аравійського півострова Департаменту країн Близького Сходу та Африки Міністерство закордонних справ України
З 13 липня 2018 року по 6 травня 2022 — був Надзвичайним і Повноважним Послом України в Алжирській Народній Демократичній Республіці.
З 17 червня 2021 року по 6 травня 2022 — Надзвичайний і Повноважний Посол України в Ісламській Республіці Мавританія за сумісництвом.
12 липня 2022 року президент Зеленський призначив Максима Субха Спеціальним представником України з питань Близького Сходу та Африки. Звільнений 21 липня 2025 року.
21 липня 2025 року, указом президента, був призначений Надзвичайним і Повноважним Послом України в Державі Кувейт.

## Дипломатичний ранг
Надзвичайний і Повноважний Посланник другого класу (2019).

## Автор наукових праць
- Трансформаційні процеси в країнах Ради співробітництва арабських держав Затоки в умовах глобалізації (2001—2010 рр.) : Дисертація на здобуття наукового ступеня кандидата історичних наук // На правах рукопису. — 2015.
- Головні елементи програми з реформування системи освіти у країнах Ради співробітництва арабських держав Перської Затоки (РСАДПЗ) у 2001—2010 рр. // Гілея. — 2015. — Вип. 97. — С. 478-481.

## Сім'я
- Батько — Субх Алі (1949), старший викладач кафедри Близького Сходу Інституту філології КНУ ім. Т.Шевченка, носій арабської мови[джерело?]
- Дружина — Субх Наталія Василівна
- Син — Субх Максим Максимович